# Альойзув (Холмський повіт)
Альойзув (пол. Alojzów) — село в Польщі, у гміні Лісневичі Холмського повіту Люблінського воєводства. Населення — 223 особи (2011).

## Історія
За даними етнографічної експедиції 1869—1870 років під керівництвом Павла Чубинського, у селі здебільшого проживали польськомовні римо-католики, меншою мірою — українськомовні греко-католики.
У 1975—1998 роках село належало до Холмського воєводства.

## Демографія
Демографічна структура станом на 31 березня 2011 року:
|          | Загалом | Допрацездатний вік | Працездатний вік | Постпрацездатний вік |
| -------- | ------- | ------------------ | ---------------- | -------------------- |
| Чоловіки | 111     | 21                 | 73               | 17                   |
| Жінки    | 112     | 26                 | 53               | 33                   |
| Разом    | 223     | 47                 | 126              | 50                   |